# Список епізодів серіалу «Орвілл»
О́рвілл (англ. The Orville) — американський фантастично-драмедичний телесеріал, створений Сетом Макфарлейном. Прем'єра відбулася 10 вересня 2017 року на телеканалі Fox. Прем'єра другого сезону — 30 грудня 2018 року, третього — 2 червня 2022 року.

## Список серій
| Сезон | Епізоди | Епізоди | Оригінальний показ | Оригінальний показ |
| Сезон | Епізоди | Епізоди | Перший показ       | Останній показ     |
| ----- | ------- | ------- | ------------------ | ------------------ |
| 1     | 12      | 12      | 10 вересня 2017    | 7 грудня 2017      |
| 2     | 14      | 14      | 30 грудня 2018     | 25 квітня 2019     |
| 3     | 10      | 10      | 2 червня 2022      | 4 серпня 2022      |

## Перший сезон: 2017
| № | Назва                                                | Режисер    | Сценарій       | Дата виходу       |
| --- | ---------------------------------------------------- | ---------- | -------------- | ----------------- |
| 1 | «Старі рани» «Old Wounds»                            | Джон Фавро | Сет МакФарлейн | 10 вересня 2017   |
| 2418 рік. Космічний пілот Ед Мерсер уже давно мріє стати капітаном зорельоту. Одного разу він заскочує свою дружину з іншим, через що пізніше розлучився із нею. Через рік переживань все-таки здійснюється його мрія і він стає капітаном зорельоту «Орвілл». Однак старшим помічником у його команді стає колишня дружина. Першим завданням нової команди була доставка обладнання на планету Епсилон, осередок науковців. На цій планеті був розроблений прилад, який пришвидшує час у певному місці. Його потрібно тихо перевезти на Землю, але інопланетяни-крильці також хочуть отримати контроль над ним. |                                                      |            |                |                   |
| 2 | «Командна робота» «Command Performance»              | Джон Фавро | Сет МакФарлейн | 17 вересня 2017   |
| Ед і Келлі проти своєї волі стають експонатами інопланетного музею-зоопарку. Алара за відсутності старших офіцерів намагається керувати кораблем та його екіпажем. Клер допомагає їй подолати невпевненість у собі. Алара порушує наказ командування військового флоту, аби врятувати товаришів. |                                                      |            |                |                   |
| 3 | «Була собі дівчинка» «About a Girl»                  | Джон Фавро | Сет МакФарлейн | 21 вересня 2017   |
| Бортус і Клайд, за мокланською традицією, збираються змінити стать новонародженої дівчинки хірургічним шляхом. Екіпаж заперечує цьому, адже дитина народилася на борту зорельота Планетарного союзу. Тож монклани вимагають судового слухання на своїй рідній планеті. |                                                      |            |                |                   |
| 4 | «Якби зорі спалахували» «If the Stars Should Appear» | Джон Фавро | Сет МакФарлейн | 28 вересня 2017   |
| «Орвілл» знаходить у відкритому космосі надвеликий корабель, який начебто покинутий людьми. Проте на борту виявляється ціла «планета» з жителями, які вважають, що всесвіт обмежується тільки їхнім світом та не здогадуються про його штучне походження. На «планеті» панує жорстока диктатура, проти якої змушений виступити екіпаж «Орвілла». |                                                      |            |                |                   |
| 5 | «Прія» «Pria»                                        | Джон Фавро | Сет МакФарлейн | 5 листопада 2017  |
| «Орвілл» рятує від смерті жінку-капітана іншого корабля, проте Келлі підозрює, що симпатична незнайомка приховує дещо дуже неприємне та небезпечне. |                                                      |            |                |                   |
| 6 | «Крильці» «Krill»                                    | Джон Фавро | Сет МакФарлейн | 12 жовтня 2017    |
| Ед і Гордон пробираються на корабель безжальних крильців, щоби викрасти копію їхньої найшанованішої книги. Проте система маскування ламається в незручний момент. |                                                      |            |                |                   |
| 7 | «Більшість рулить» «Majority Rule»                   | Джон Фавро | Сет МакФарлейн | 26 жовтня 2017    |
| На планеті, дещо подібної до Землі, зникають антропологи Союзу; Келлі на чолі спеціальної команди вирушає на пошуки, проте не знає, що її там чекає. |                                                      |            |                |                   |
| 8 | «Складчатість» «Into the Fold»                       | Джон Фавро | Сет МакФарлейн | 2 листопада 2017  |
| Доктор Фінн із синами та Айзеком вирушать на пікнік до недалекої планети, але відпочинок на вікенд закінчується небезпечною пригодою. Екіпаж «Орвілла» вимушений йти на допомогу. |                                                      |            |                |                   |
| 9 | «Любов зла» «Cupid's Dagger»                         | Джон Фавро | Сет МакФарлейн | 9 листопада 2017  |
| Для владнання конфлікту між ворожими культурами на «Орвілл» прибуває спеціаліст-посередник, який виявляється тим, через кого розлучилися Келлі та Ед. |                                                      |            |                |                   |
| 10 | «Вогняна буря» «Firestorm»                           | Джон Фавро | Сет МакФарлейн | 16 листопада 2017 |
| Лейтенант Алара Кітан залишається старшим офіцером на кораблі, коли виникає пожежа та гине член екіпажу; молода кселіанка вважає себе недостойною служби в союзному флоті. |                                                      |            |                |                   |
| 11 | «Нові розміри» «New Dimensions»                      | Джон Фавро | Сет МакФарлейн | 30 листопада 2017 |
| «Орвілл» отримує серйозне пошкодження через просторову аномалію; болісні наслідки торкаються всього живого на судні. |                                                      |            |                |                   |
| 12 | «Божевільне ідолопоклонство» «Mad Idolatry»          | Джон Фавро | Сет МакФарлейн | 7 грудня 2017     |
| «Орвілл» зазнає краху на планеті з іншого всесвіту. |                                                      |            |                |                   |

## Другий сезон: 2018—2019
| № | Назва                                                                              | Режисер              | Сценарій                       | Дата виходу     |
| --- | ---------------------------------------------------------------------------------- | -------------------- | ------------------------------ | --------------- |
| 1 | «Джа-лоджа» «Ja'loja»                                                              | Сет Макфарлейн       | Сет Макфарлейн                 | 30 грудня 2018  |
| Бортус запрошує екіпаж «Орвілла» на свою рідну планету для участі в церемонії Джа-лоджа, традиційній для молкланців та дуже незвичній для решти. |                                                                                    |                      |                                |                 |
| 2 | «Примітивні бажання» «Primal Urges»                                                | Кевін Гукс           | Сет Макфарлейн                 | 3 січня 2019    |
| «Орвілл» натрапляє на планету, яка буде знищена власним сонцем за лічені години; екіпаж виявляє на планеті групу людей та намагається врятувати їм життя, ризикуючи власним. |                                                                                    |                      |                                |                 |
| 3 | «Дім» «Home»                                                                       | Джон Кассар          | Черрі Чеваправатдамрон         | 10 січня 2019   |
| Клер з'ясовує, що через різницю в гравітації Алара втрачає свої сили. Аби їх поновити, їй потрібно провести деякий час на рідній планеті. Ед, Гордон та Алара вирушають на Кселайю, де навички Алари рятують життя її родині та членам екіпажу. |                                                                                    |                      |                                |                 |
| 4 | «На Землі не залишилося нічого, крім риб» «Nothing Left on Earth Excepting Fishes» | Джон Кассар          | Бреннон Брага Андре Борманіс   | 17 січня 2019   |
| (Епізод є смисловим продовженням епізоду «Крильці» першого сезону. Назва — посилання на мюзикл «Король і я», пісню з якого Ед цитує на початку: «Якщо люди не довірятимуть одне одному, то залишаться в світі скоро самі лише риби», також показаний фрагмент екранізації мюзикла 1956 року з Юлом Бріннером).) Поки командер Келлі Грейсон екзаменує лейтенанта Маллоя, який хоче стати шкіпером, капітан Ед Мерсер і його нова пасія Дженел Тайлер відправляються у відпустку. Проте закохані опиняються між войовничими крильцями та шакталами і намагаються врятуватися на сусідній планеті та розібратися у собі. |                                                                                    |                      |                                |                 |
| 5 | «Увесь світ, як іменинний торт» «All The World Is Birthday Cake»                   | Роберт Данкан Макніл | Сет Макфарлейн                 | 24 січня 2019   |
| (Назва епізоду — посилання на пісню «Бітлз» зі словами: «Увесь світ, як іменинний торт, тож візьми шматочок, але не занадто великий».) Екіпаж «Орвілла» стає учасником незвичної події — першого контакту з новою цивілізацією. Проте така радісна подія стає дуже небезпечною для декого з героїв через їхній… день народження. До команди корабля приєднується новий керівник служби охорони. |                                                                                    |                      |                                |                 |
| 6 | «Мелодія щастя» «A Happy Refrain»                                                  | Сет Макфарлейн       | Сет Макфарлейн                 | 31 січня 2019   |
| Несподівано для себе Клер розуміє, що закохується в Айзека. Увесь екіпаж «Орвілла» стежить за розвитком таких незвичних стосунків та дає поради лікарці і штучному організму. Тимчасом Гордон дає поради й Бортусу щодо його зовнішнього вигляду. |                                                                                    |                      |                                |                 |
| 7 | «Відбивачі» «Deflectors»                                                           | Сет Макфарлейн       | Девід А. Ґудмен                | 14 лютого 2019  |
| Для оновлення захисних дефлекторів-відбивачів судна на «Орвілл» прибуває найкращий інженер Моклана, який одночасно є колишнім коханням Бортуса. Екіпаж стикається з новою для себе традицією мокланців, яка призводить до смертельно небезпечного конфлікту. |                                                                                    |                      |                                |                 |
| 8 | «Особистість» «Identity»                                                           | Джон Кассар          | Бреннон Брага Андре Борманіс   | 21 лютого 2019  |
| Екіпаж «Орвілла» вирушає на рідну планету Айзека для вирішення проблем його функціонування. На Кейлоні виявляється, що цивілізація штучних істот приховує шокуючу таємницю. |                                                                                    |                      |                                |                 |
| 9 | «Особистість, частина друга» «Identity, Part 2»                                    | Джон Кассар          | Сет Макфарлейн                 | 28 лютого 2019  |
| Для подолання небезпечного конфлікту з кейлонцями планети Союзу звертаються по допомогу до зовсім несподіваної сторони — до крильців. |                                                                                    |                      |                                |                 |
| 10 | «Кров патріотів» «Blood of Patriots»                                               | Ребекка Родрігес     | Сет Макфарлейн                 | 7 березня 2019  |
| Ед повинен розпочати мирні переговори з крильцями. |                                                                                    |                      |                                |                 |
| 11 | «Незабутні враження» «Lasting Impressions»                                         | Келлі Кронін         | Сет Макфарлейн                 | 21 березня 2019 |
| Екіпаж відкриває «капсулу часу» з 2015 року. |                                                                                    |                      |                                |                 |
| 12 | «Притулок» «Sanctuary»                                                             | Джонатан Фрейкс      | Сет Макфарлейн Джо Меноскі     | 11 квітня 2019  |
| Ед дізнається, що мокланці на борту Орвіля приховують таємницю. |                                                                                    |                      |                                |                 |
| 13 | «Завтра, завтра і завтра» «Tomorrow, and Tomorrow, and Tomorrow»                   | Гері С. Рейк         | Сет Макфарлейн Джанет Лін      | 18 квітня 2019  |
| Спотворення часу впливає на стосунки Еда та Келлі. |                                                                                    |                      |                                |                 |
| 14 | «Шлях, яким ніхто не пішов» «The Road Not Taken»                                   | Гері С. Рейк         | Сет Макфарлейн Девід А. Гудман | 25 квітня 2019  |
| Екіпаж змушений боротися з катастрофічними наслідками рішення «молодої версії» Келлі. |                                                                                    |                      |                                |                 |

## Третій сезон: 2022
| № | Назва                               | Режисер        | Сценарій                                             | Дата виходу    |
| --- | ----------------------------------- | -------------- | ---------------------------------------------------- | -------------- |
| 1 | «Електричні вівці» «Electric Sheep» | Сет Макфарлейн | Сет Макфарлейн                                       | 2 червня 2022  |
| Серед команди «Орвілла», який перебуває на ремонті, виникає незадоволення Айзеком через його відновлення після зради, що призвела до загибелі багатьох людей. |                                     |                |                                                      |                |
| 2 | «Царства тіней» «Shadow Realms»     | Джон Кассар    | Сет Макфарлейн Бреннон Брага Андре Борманіс          | 9 червня 2022  |
| Супроводжуючи адмірала-переговорника, команда «Орвілла» досліджує таємничу область космосу.                                                                   |                                     |                |                                                      |                |
| 3 | «Mortality Paradox»                 | Джон Кассар    | Сет Макфарлейн Черрі Чеваправатдамрон                | 16 червня 2022 |
| Екіпаж «Орвілла» виявляє ознаки просунутої цивілізації на планеті, яку вважали неживою.                                                                       |                                     |                |                                                      |                |
| 4 | «Gently Falling Rain»               | Джон Кассар    | Сет Макфарлейн Бреннон Брага Андре Борманіс          | 23 червня 2022 |
| Екіпаж «Орвілла» очолює делегацію Союзу для підписання мирного договору з Крилем.                                                                             |                                     |                |                                                      |                |
| 5 | «A Tale of Two Topas»               | Сет Макфарлейн | Сет Макфарлейн                                       | 30 червня 2022 |
| Між Келлі та мокланами виникає напруга, коли вона допомагає Топі підготуватися до вступного іспиту.                                                           |                                     |                |                                                      |                |
| 6 | «Twice in a Lifetime»               | Джон Кассар    | Сет Макфарлейн                                       | 7 липня 2022   |
| Екіпаж судна повинен врятувати Гордона з далекого, але вже знайомого світу.                                                                                   |                                     |                |                                                      |                |
| 7 | «From Unknown Graves»               | Сет Макфарлейн | Сет Макфарлейн Девід А. Ґудмен                       | 14 липня 2022  |
| «Орвілл» знаходить кейлонця з особливою здатністю. |                                     |                |                                                      |                |
| 8 | «Midnight Blue»                     | Сет Макфарлейн | Сет Макфарлейн Едріанн Палікі Пенні Джонсон Джеральд | 21 липня 2022  |
| Екіпаж відвідує світ-заповідник Гавіни та вирушає в подорож, яка може зробити Союз більш уразливим.                                                           |                                     |                |                                                      |                |
| 9 | «Domino»                            | Сет Макфарлейн | Сет Макфарлейн Едріанн Палікі Пенні Джонсон Джеральд | 28 липня 2022  |
| Створення потужної зброї ставить екіпаж і весь Союз перед політичною та етичною дилемою.                                                                      |                                     |                |                                                      |                |
| 10 | «Future Unknown»                    | Сет Макфарлейн | Сет Макфарлейн Едріанн Палікі Пенні Джонсон Джеральд | 4 серпня 2022  |

1. ↑  The Orville's ‘Nothing Left on Earth Excepting Fishes’ Meaning: See ‘A Puzzlement’ Video
2. ↑  The Beatles — It's All Too Much. Архів оригіналу за 2 квітня 2019. Процитовано 8 лютого 2019. [Архівовано 2019-04-02 у Wayback Machine.]
3. 1 2  Назва цього епізоду не перекладена в українському озвученні
4. ↑  Назви немає в титрах цього епізоду